# Stars Are Blind
Stars Are Blind è il singolo di debutto dell'ereditiera statunitense Paris Hilton, pubblicato il 5 giugno 2006 sulla sua stessa casa discografica Heiress Records attraverso il circuito Warner Music come primo estratto dall'album Paris.

## Tracce
CD singolo
1. "Stars Are Blind" – 3:57
2. "Stars Are Blind" [Tracy Does Paris Radio Remix] – 3:34

CD maxi (edizione limitata con poster)
1. "Stars Are Blind" – 3:57
2. "Stars Are Blind" Looney Tunes Remix (featuring Wisin & Yandel) – 4:17
3. "Stars Are Blind" [Tracy Does Paris Club Mix] – 9:12
4. "Stars Are Blind" [Chus & Ceballos Stereo Remix] – 8:13
5. "Stars Are Blind" [The Scumfrog's Extreme Makeover] – 9:00
6. "Stars Are Blind" [CD-Rom Video]

Download digitale
1. "Stars Are Blind" [Luny Tunes Remix] (featuring Wisin & Yandel) – 4:16
2. "Stars Are Blind" [Chus & Ceballos Stereo Remix Edit] – 4:53
3. "Stars Are Blind" [The Scumfrog's Extreme Makeover Edit] – 4:57
4. "Stars Are Blind" [Tracy Does Paris Club Mix Edit] – 4:54
5. "Stars Are Blind" [Tracy Does Paris Dub Edit] – 4:58
6. "Stars Are Blind" [Tracy Does Paris Radio Remix] – 3:34

CD singolo (3AM & Tracey Cole)
1. "Stars Are Blind" [Almighty 7" Mix]
2. "Stars Are Blind" [Almighty 12" Mix]
3. "Stars Are Blind" [Almighty Dub]
4. "Stars Are Blind" [Almighty Instrumental]

Paris' Version
1. "Stars Are Blind (Paris' Version)" (con Kim Petras)

## Classifiche
| Classifica (2006) | Posizione massima |
| ----------------- | ----------------- |
| Australia         | 7                 |
| Austria           | 3                 |
| Belgio            | 14                |
| Canada            | 3                 |
| Danimarca         | 5                 |
| Europa            | 5                 |
| Finlandia         | 6                 |
| Francia           | 34                |
| Germania          | 7                 |
| Giappone          | 15                |
| Grecia            | 23                |
| Italia            | 6                 |
| Norvegia          | 6                 |
| Nuova Zelanda     | 12                |
| Paesi Bassi       | 12                |
| Regno Unito       | 5                 |
| Repubblica Ceca   | 1                 |
| Russia            | 15                |
| Polonia           | 1                 |
| Slovacchia        | 1                 |
| Stati Uniti       | 18                |
| Svezia            | 3                 |
| Svizzera          | 5                 |
| Ungheria          | 1                 |